# Fernanda Antonijevic
Fernanda Carolina Antonijevic (Baradero, 5 de marzo de 1968) es una política argentina, fue concejal por el Partido GEN dentro de su coalición política; del ínterbloque Frente Progresista Cívico y Social (FPCyS). Desde 2015 hasta 2019 fue intendenta del partido de Baradero.

## Carrera política
Fue elegida diputada provincial en las elecciones legislativas de 2009 por Generación para un Encuentro Nacional (GEN), integrando luego de 2011 el interbloque Frente Amplio Progresista (FAP) y las comisiones de Derechos Humanos, Producción y Comercio Interior, Capacidades Diferentes y Mercosur.
En 2015 fue elegida intendenta del partido de Baradero. El municipio se encontró a 2017 pasando por una crisis económica, y además debió afrontar las pérdidas que les dejó el festival Baradero Rock, de entre unos 5 y 6 millones de pesos, siendo acusada de pagar sobreprecios en el festival. La oposición local denunció además que gastó 645 mil pesos por un show que costaba 440 mil. El Concejo Deliberante solicitó un informe en un término de siete días, sobre las evidentes diferencias entre presupuesto y gastos por pago de artistas, así como detalle de los elevados montos pagados por luz, sonido, estructuras y gastos de escenario.
En 2019 buscó su reelección como intendenta de Baradero por Juntos por el Cambio. En las elecciones recibió el 42,24 % de los votos, contra el 48,65 % de Esteban Sanzio (Frente de Todos), quién resultó elegido intendente.
Fue electa diputada provincial en las Elecciones provinciales de Buenos Aires de 2021 con mandato hasta 2025.cuando los bloques se dividieron no acompañó a su compañera del GEN, Natalia Dziakowski en el recién creado Acuerdo Cívico UCR+GEN sino que se unió al bloque PRO.